# 福克斯奧夫埃爾克霍恩 (肯塔基州)
福克斯奧夫埃爾克霍恩（英語：Forks of Elkhorn）是位於美國肯塔基州富蘭克林縣的一個非建制地區。

## 地理
福克斯奧夫埃爾克霍恩所處的海拔為高於海平面200米（即656英呎），而該地所採用的時區為UTC-5，即北美東部時區（EST）。同時該地設有夏令時間，為UTC-5調快一小時，即UTC-4（EDT）。